# ダボン駅
ダボン駅 （ダボンえき、マレー語: Stesen kereta api Dabong） は、マレーシアのクランタン州ダボンにある、マレー鉄道イースト・コースト線の駅である。

## 概要
KTMインターシティの全列車が停車する。
2009年5月3日から運行を開始した Tren Shuttle Tumpat-Dabong-Tumpat の南端駅である。

## 歴史
- 1931年9月5日 - グア・ムサン～クアラ・グリス間開業。

## 駅構造
単式ホーム1面1線をもつ地上駅である。駅舎は西側にありホームに面している。行違線があり、列車交換をすることができる。